# Stadtarchiv Lippstadt
Das Stadtarchiv Lippstadt ist das kommunale Archiv der Stadt Lippstadt. Es dokumentiert die Geschichte der Stadt und ihrer Ortsteile. Der Gesamtbestand umfasst ca. 1600 lfd. Meter Archivgut, unterteilt in verschiedene Arten von Unterlagen und der jeweiligen Provenienz, der Herkunft. Sitz des Stadtarchivs ist das „Alte Steinwerk“ in der Soeststraße.

## Geschichte des Stadtarchivs
Das Stadtarchiv reicht mit seinen Beständen bis in die Zeit der Stadtrechtsverleihung um 1220 zurück. Zu den ältesten Unterlagen gehören Privilegien, Bündnisverträge und weitere rechtssichernde Dokumente. Die Urkunden wurden in einer mit mehreren Schlössern versehenen Truhe im Rathaus aufbewahrt. Dazu gab es sog. Schlüsselherren, die je einen Schlüssel besaßen. Nur gemeinsam konnten sie die Truhe bzw. die Schlösser öffnen.
Im Laufe der Zeit sind dennoch durch äußere Einflüsse wie Brände, Wasserschäden oder Kriege viele Bestände zerstört worden.
Im 17. Jahrhundert regelte eine „Dienstanweisung“ die Führung des Archivs, mit der der Stadtsekretär betraut wurde. In der Folgezeit wurde der Stadtsyndicus für die Aufgabe herangezogen.
Bis ins 20. Jahrhundert hinein wurde stetig an der Erfassung der Archivbestände und Erstellung einer Bestandsübersicht gearbeitet, u. a. von Realschullehrer und Historiker Robert Chalybäus, dem Gymnasiallehrer Hesselbarth und ab den 1950er Jahren von Archivar Franz Herberhold.
Durch die kommunale Neugliederung 1975 wurde der Altkreis Lippstadt aufgelöst und durch Eingemeindung entstanden neue Ortsteile. Für die Übernahme ihres Archivguts musste man mehr Platz schaffen. Folglich wurde das Archiv 1976 in das ehemalige Gebäude der Stadtsparkasse, in der Spielplatzstraße 16, wo auch die Stadtbücherei und die Volkshochschule befanden, untergebracht. Durch seine bessere Zugänglichkeit wurde das Archiv attraktiv und die Besucherzahlen stiegen stetig. Hinzugekommen ist am Beginn des Jahres 1978 die neu angelegte Archivbibliothek.
Besondere Verdienste um den Neuaufbau und die Neuordnung hat sich Franz Herberhold, gebürtiger Lippstädter und Archivar in Münster erworben. Er setzte sich bei Rat und Verwaltung für die sachgemäße Unterbringung und Aufarbeitung des gelagerten Aktengutes ein. Von 1982 bis 1993 wurde das Stadtarchiv von Hartwig Walberg als erstem hauptamtlichen und fachlich ausgebildetem Archivar geleitet. Nachdem die Archivleiterstelle nach dem Fortgang Walbergs jahrelang vakant blieb, leitet seit 2002 Claudia Becker als hauptamtliche Archivarin das Stadtarchiv Lippstadt.
Am 16. Mai 1991 ist das Archiv aus dem Gebäude in der Spielplatzstraße in das neue Archivgebäude an der Soeststraße 8 „Altes Steinwerk“ umgezogen. Seitdem besitzt es ein eigenes Haus mit Magazin-, Werkstatt- und Büroräumen, einem großzügigen Lesesaal, der als öffentliche Begegnungsstätte auch für Vorträge u. a. genutzt wird, einem weiteren Seminarraum sowie einer kleinen Ausstellungsfläche im Eingangsbereich. Bis heute ist das Archiv dort untergebracht; es hat im Frühjahr 2016 eine Renovierung erfahren, welche zusammen mit dem 25-jährigen Jubiläum am Tag der Archive, dem 6. März 2016, gefeiert wurde.

## Gebäude „Altes Steinwerk“
Entdeckung
1981 entdeckte man auf dem rückwärtigen Teil des Betriebsgeländes der Druckerei Laumanns bei Voruntersuchungen zur dortigen Stadtsanierung ein Steinhaus mit meterdicken Außenwänden aus Bruchstein.
Nach Freilegung zahlreicher Bauspuren bestätigte sich die Vermutung, dass es sich bei dem Gebäude um einen der wenigen noch vorhandenen steinernen Saalbauten, ein sogenanntes Steinwerk, aus dem 15. Jahrhundert handelte, dem zur Soeststraße vermutlich ein Fachwerkhaus vorgelagert war. Man entdeckte zudem eine bemalte Holzbalkendecke, welche aus dem 17. Jahrhundert stammt, und bei der nicht bekannt ist, wer der Künstler war.
Umbauten und heutige Nutzung
Die weitgehende Zerstörung seiner Innenstruktur und seines äußeren Erscheinungsbildes erfuhr das Steinwerk erst in den 30er Jahren des 20. Jahrhunderts. Das Vorderhaus wurde abgebrochen, das Steinwerk erhielt ein Flachdach. Im Inneren wurde eine neue Geschosseinteilung vorgenommen. Die ehemalige Saaldecke wurde abgehängt, so dass die Deckenbemalung glücklicherweise erhalten blieb. Zuletzt diente das Steinwerk als Fotolabor und Heizungsraum.
In den Jahren 1988 bis 1991 wurde das Gebäude im Rahmen einer Städtebauförderungsmaßnahme in Abstimmung mit dem Westfälischen Amt für Denkmalpflege restauriert und durch einen Anbau, in Anlehnung an den Grundriss des früheren Fachwerkgebäudes ergänzt. Heute befinden sich hier das Stadtarchiv sowie eine öffentliche Begegnungsstätte, die unter anderem vom Heimatbund Lippstadt genutzt wird.

## Archivbestände

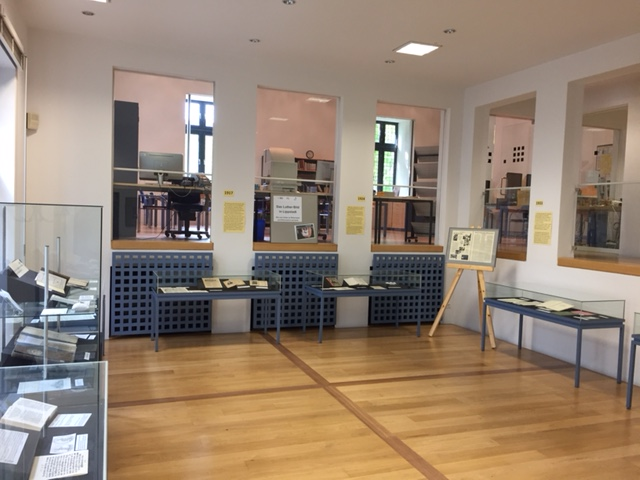
Eingangsbereich mit Ausstellung

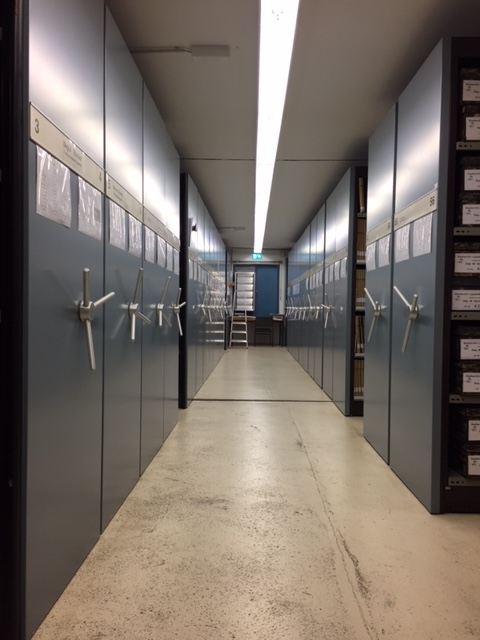
Blick in einen der Magazinräume

- Ratsarchiv, Urkunden und Akten (ca. 1220–1822)
- Armenfonds, Urkunden und Akten (ab. 15. Jh.)
- Stadtrechnungen (ab 1580)
- Registraturen des Magistrats und der Verwaltung
- Akten der 16 eingegliederten Gemeinden und Gebietsteile (ab 19. Jh.)
- Deponierte Archive (Wirtschaft, Kirche, Vereine, Familien)

- Nachlässe und Schenkungen
- Sammlungen

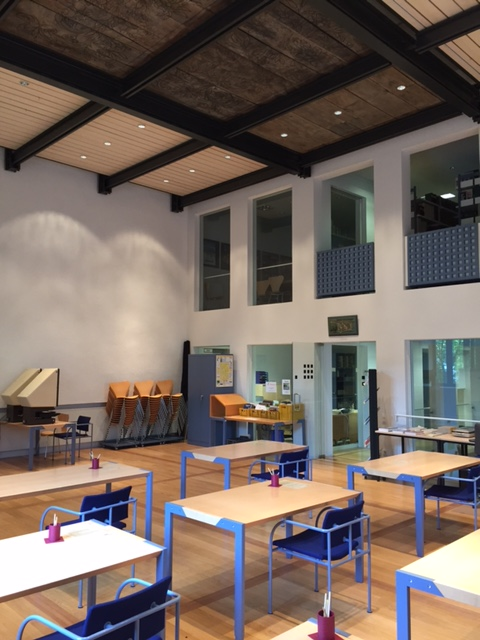
Lesesaal mit bemalter Holzbalkendecke

- Zeitungsarchiv ab 1711 (Der Patriot ab 1848; Lippstädter Zeitung/Anzeiger ab 1875; Lippstädter Kreisblatt ab 1835)
- Kartenbestand (Stadtpläne, Landkarten usw.)
- Zeitgeschichtliche Sammlung
- Plakate
- Festschriften
- Bildarchiv mit dem Kernbestand Bildarchiv W. Nies ab 1935
- Filmarchiv
- Tonarchiv
- Wissenschaftliche Handbibliothek zur westfälischen Landes- und Ortsgeschichte, Lippstädter Stadtgeschichte, Historische Verwaltungsbibliothek

## Publikationen
Quellen und Forschungen zur Geschichte der Stadt Lippstadt
| Band | Autor/en                                                       | Titel | Erscheinungsjahr |
| ---- | -------------------------------------------------------------- | --- | ---------------- |
| 1    | Erich Thurmann (Bearb.)                                        | Bürgerbuch der Stadt Lippe/Lippstadt 1576–1810                                                                                       | 1983             |
| 2    | Wilfried Ehbrecht                                              | Lippstadt Beiträge zur Stadtgeschichte (2 Bände)                                                                                     | 1985             |
| 3    | Gunter Hagemann                                                | Denkmalpflege und Forschung in Westfalen, Band 8: Die Festung Lippstadt. Ihre Baugeschichte und ihr Einfluß auf die Stadtentwicklung | 1985             |
| 4    | Gerhard Klose, Arnold Willer (Bearb.)                          | Die Schriften Johann Westermanns 1525/1525                                                                                           | 1985             |
| 5    | Wolfgang Maron                                                 | Wirtschaft, Gesellschaft und Politik in Lippstadt 1815–1914                                                                          | 1988             |
| 6    | Manfred Schneider                                              | Die Stiftskirche zur Cappel | 1988             |
| 7    |                                                                | Benninghausen. Beiträge zur Ortsgeschichte                                                                                           | 1989             |
| 8    | Wilfried Reininghaus, Erich Thurmann, Hartwig Walberg (Bearb.) | Quellen zur Zunftgeschichte Lipstadts in der frühen Neuzeit                                                                          | 1993             |
| 9    | Helmut Klockow                                                 | Von Seidenstücker bis Ostendorf. Entwicklungslinien des Lippstädter Schulwesens 1796–1857                                            | 1991             |
| 10   | Karin Epkenhans                                                | Lippstadt 1933–1945, Darstellung und Dokumentation zur Geschichte der Stadt Lippstadt im Nationalsozialismus                         | 1995             |